# 永井隆 (実業家)
永井 隆（ながい　たかし、1932年3月2日 - 2022年6月17日）は、日本の実業家。元富士電機冷機社長、元富士電機代表取締役副社長・特別顧問、元富士電機総設代表取締役会長。

## 人物・経歴
愛知県出身。1955年に横浜国立大学経済学部を卒業、翌年に横浜国立大学経済学部専攻科を修了後、富士電機製造（現富士電機）に入社。
1982年に富士電機冷機社長、1986年に富士電機の取締役と自販機・特機事業本部長を兼務するなど富士電機の自動販売機事業進出当初から、長年自動販売機部門で仕事をした。
1989年、富士電機専務取締役。そして1992年に富士電機代表取締役副社長に就任した。1995年、富士電機特別顧問、富士電機総設代表取締役会長に就任。1973年から2018年の間まで、母校の大学同窓会副会長、理事長等役員、相談役も務めた。
2022年6月17日死去。